# Porthania
Porthania est un bâtiment universitaire construit dans le quartier de Kluuvi à  Helsinki en Finlande,.

## Présentation
Porthania fait partie du campus du centre-ville de l'Université d'Helsinki. 
Conçu par Aarne Ervi et achevé en 1957, il est l’un des édifices modernistes les plus remarquables des années 1950 au centre-ville d'Helsinki. 
Le bâtiment portant le nom de Henrik Gabriel Porthan est principalement utilisé par la faculté de droit.

## Architecture
Porthania est organisé autour d'un hall central de deux étages, décoré de deux grandes peintures murales d'Arvid Broms et d'Olli Miettinen. 
Quatre auditoriums bordent le hall central, le plus grand d'entre eux pouvant accueillir 650 personnes. Il s'agit du plus grand auditorium de l'université d'Helsinki. Au-dessus du hall au deuxième étage se trouve une cantine d'étudiants. 
Les cinq étages supérieurs de Porthania abritent des auditoriums plus petits et des bureaux.
Parmi tous les projets en compétition, la conception d'Arne Ervi était la plus moderne en termes de style et de structure, et Porthania a été le premier bâtiment important en Finlande à être construit en éléments préfabriqués en béton.
Arne Ervi avait auparavant travaillé en tant qu'assistant d'Alvar Aalto, et Porthania montre des réflexions sur le travail d'Alvar Aalto; par exemple, les puits de lumière circulaires dans les salles de conférence évoquent la bibliothèque de Viipuri. 
Arne Ervi a également conçu l’intérieur et le mobilier de Porthania pour créer une unité  artistique.

## Prix et récompenses
Porthania a été sélectionnée dans sa sélection du modernisme finlandais par l'organisation internationale DOCOMOMO.
En 2007, la rénovation de Porthania par NRT architects a reçu la médaille Europa Nostra de l'Union européenne dans la série du patrimoine bâti.

## Galerie

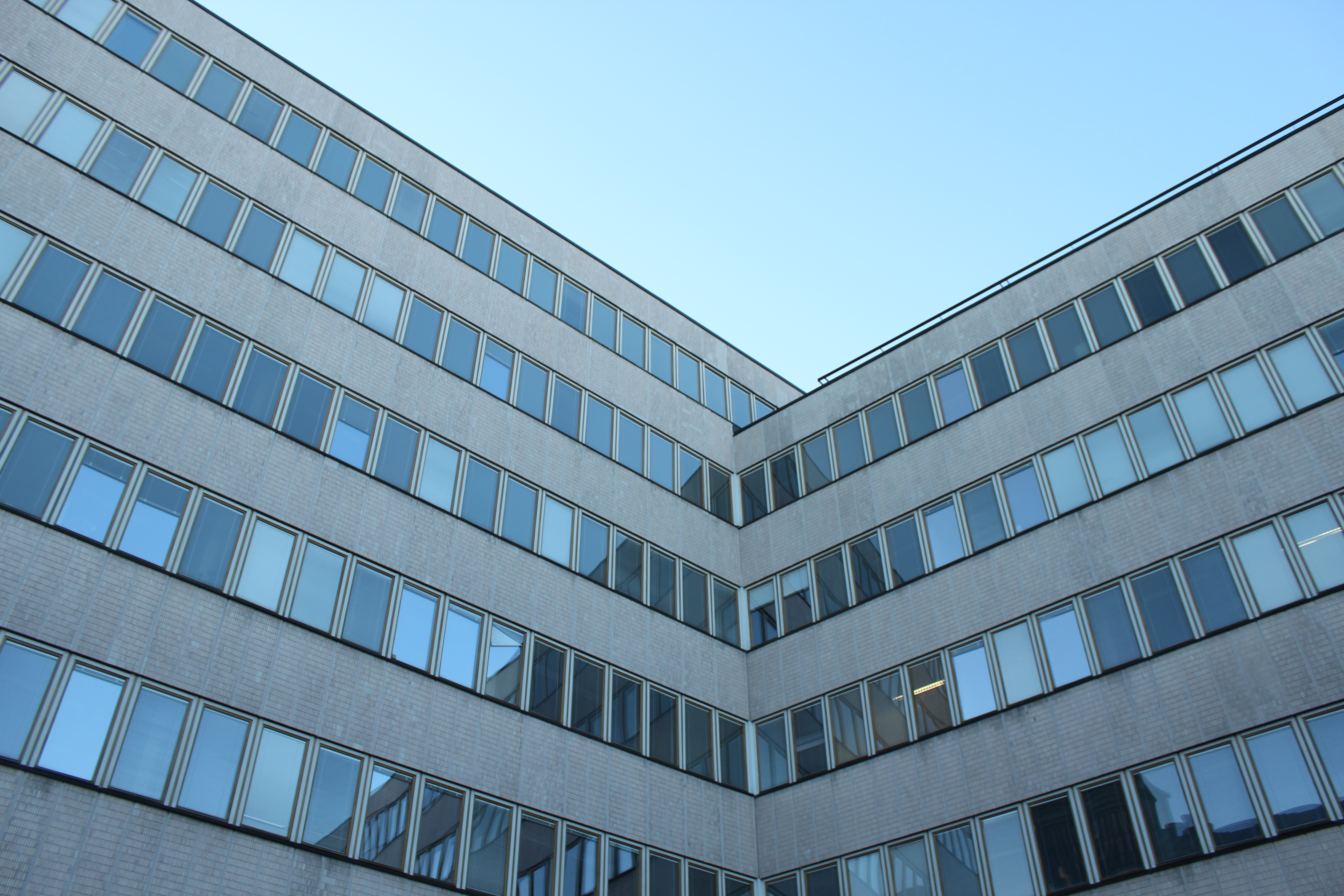